# Жерсон Магран
Же́рсон Але́нкар де Ли́ма Жу́ниор (порт.-браз. Gérson Alencar de Lima Júnior; 13 июня 1985, Диадема), также известный как Жерсон Магран — бразильский футболист, защитник клуба «Ипатинга».

## Биография
Магран — воспитанник школы «Крузейро». Ещё до дебюта в основе отправился в голландский «Фейеноорд», где и дебютировал в профессиональном футболе. Затем вернулся в Бразилию, недолго был во «Фламенго», а затем играл за «Ипатингу», де-факто филиал «Крузейро». Наконец, в 2008 году дебютировал в родном клубе.
Киевское «Динамо» заключило контракт с Магран в то время, когда главным тренером был Валерий Газзаев. При нём Магран обычно выходил на матчи в стартовом составе на позиции левого защитника. В защите играл ненадёжно, зато показывал хорошую технику, подключаясь к атакам. Забил победный гол «Рубину» в Лиге чемпионов. Затем «Динамо» на позицию левого защитника взяло Горана Попова.
«Динамо» пробовало Магран и на позиции левого полузащитника, но там лучшим оказался Андрей Ярмоленко. Главный тренер клуба, Юрий Сёмин, заявил, что этот игрок ему не нужен.

## Достижения
- Чемпион штата Сан-Паулу (1): 2012
- Чемпион штата Рио-де-Жанейро (1): 2007
- Чемпион штата Минас-Жерайс (1): 2009
- Чемпион штата Алагоас (1): 2015, 2016
- Чемпион Серии B Бразилии (1): 2017
- Финалист Кубка Либертадорес (1): 2009
- Обладатель Рекопы (1): 2012